# Syntomopus arpedes
Syntomopus arpedes är en stekelart som beskrevs av Heydon 1993. Syntomopus arpedes ingår i släktet Syntomopus och familjen puppglanssteklar. Inga underarter finns listade i Catalogue of Life.